# العلاقات التوغوية الميانمارية
العلاقات التوغولية الميانمارية هي العلاقات الثنائية التي تجمع بين توغو وميانمار.

## مقارنة بين البلدين
هذه مقارنة عامة ومرجعية للدولتين:
| وجه المقارنة                                              | توغو            | ميانمار          |
| --------------------------------------------------------- | --------------- | ---------------- |
| المساحة (كم2)                                             | 56.78 ألف       | 676.58 ألف       |
| عدد السكان (نسمة)                                         | 7.80 مليون      | 53.37 مليون      |
| الكثافة السكانية (ن./كم²)                                 | 137.37          | 78.88            |
| العاصمة                                                   | لومي            | نايبيداو، يانغون |
| اللغة الرسمية                                             | لغة فرنسية      | اللغة البورمية   |
| العملة                                                    | فرنك غرب أفريقي | كيات ميانماري    |
| الناتج المحلي الإجمالي (بليون دولار)                      | 4.81 مليار      | 69.32 مليار      |
| الناتج المحلي الإجمالي (تعادل القوة الشرائية) بليون دولار | 10.67 مليار     | 282.95 مليار     |
| الناتج المحلي الإجمالي الاسمي للفرد دولار أمريكي          | 559             | 1.16 ألف         |
| الناتج المحلي الإجمالي للفرد دولار أمريكي                 | 1.43 ألف        |                  |
| مؤشر التنمية البشرية                                      | 0.484           | 0.536            |
| رمز المكالمات الدولي                                      | +228            | +95              |
| رمز الإنترنت                                              | .tg             | .mm              |
| المنطقة الزمنية                                           | 00              | ت ع م+06:30      |

## منظمات دولية مشتركة
يشترك البلدان في عضوية مجموعة من المنظمات الدولية، منها:
| علم المنظمة | اسم المنظمة                        | تاريخ انضمام توغو | تاريخ انضمام ميانمار |
| ----------- | ---------------------------------- | ----------------- | -------------------- |
|             | مؤسسة التنمية الدولية              | 21 أغسطس 1962     | 5 نوفمبر 1962        |
|             | يونسكو                             | 17 نوفمبر 1960    | 27 يونيو 1949        |
|             | مؤسسة التمويل الدولية              | 4 سبتمبر 1962     | 3 ديسمبر 1956        |
|             | منظمة حظر الأسلحة الكيميائية       | ?                 | ?                    |
|             | الأمم المتحدة                      | 20 سبتمبر 1960    | 19 أبريل 1948        |
|             | الاتحاد الدولي للاتصالات           | 14 سبتمبر 1961    | 15 سبتمبر 1937       |
|             | منظمة الشرطة الجنائية الدولية      | ?                 | ?                    |
|             | البنك الدولي للإنشاء والتعمير      | 1 أغسطس 1962      | 3 يناير 1952         |
|             | الاتحاد البريدي العالمي            | ?                 | ?                    |
|             | وكالة ضمان الاستثمار متعدد الأطراف | 15 أبريل 1988     | 16 ديسمبر 2013       |
|             | منظمة التجارة العالمية             | ?                 | ?                    |

## وصلات خارجية
- موقع وزارة الخارجية الميانمارية